# Leopold Tratnik
Leopold Tratnik, slovenski pasar, srebrar, lastnik hotela, * 7. november 1853, Vrhpolje pri Kamniku, † 29. april 1930, Ljubljana.

## Življenje in delo
Leopold Tratnik, starejši brat K. Tratnika, je pasarsko obrt opravljal v Ljubljani. Njegovo delo je bilo sprva dokaj obsežno, sam je proti koncu življenja izjavil, da so njegovi izdelki v vseh cerkvah, vendar je proti koncu 19. stoletja začela obrt pešati. Leta 1898 se mu je s pričetkom obratovanja mestne elektrarne odprlo novo področje: prenarejal je za elelektrični tok petrolejske svetilke in svečne lestence, zlasti za cerkve, pa tudi za mestne stavbe, šolska in javna poslopja ter zasebnike. Leta 1907 je pridobil koncesijo za gostilniško obrt, ki jo je nato začela opravljati žena Alojzija kot zakupnica gostilne, ki je bila v Tratnikovi hiši, leta 1909 je gostilno preuredil v hotel, ki je stal na Sv. Petra cesti št. 27 (sedaj Trubarjeva ulica) v Ljubljani.